# Le Voile du bonheur
Le Voile du bonheur est un film français réalisé par Albert Capellani et sorti en 1910.

## Synopsis
Tchang, un sage et bon chinois aveugle, vit heureux avec son épouse et son fils. Mais il recherche la lumière pour éclairer son bonheur. Il la trouve quand un vieux sorcier lui donne un onguent qui le guérit. Par la suite, Tchang s’enivre des choses qui l’entourent. Malheureusement, il découvre en même temps la trahison de sa femme et l’inconduite de son enfant. Il comprend alors que ses illusions d’aveugle étaient sa seule fortune. L’affligé préfère dès lors son ancienne cécité et ferme ses yeux à jamais.

## Fiche technique
- Titre : Le Voile du bonheur
- Réalisation : Albert Capellani
- Scénario : Georges Clemenceau, d'après sa pièce de théâtre Le Voile du bonheur
- Production : Société cinématographique des auteurs et gens de lettres
- Société de production et de distribution : Pathé frères
- Pays de production : France
- Langue originale : français
- Format : Noir et blanc — 35 mm — 1.33 :1
- Date de sortie : France : 9 décembre 1910 au Omnia Pathé (Paris)

## Distribution
- Henry Krauss
- Henri Etiévant
- Georges Tréville
- Léontine Massart
- Gaston Prika
- Madeleine Carlier